# Stadtkirche Neuenstein

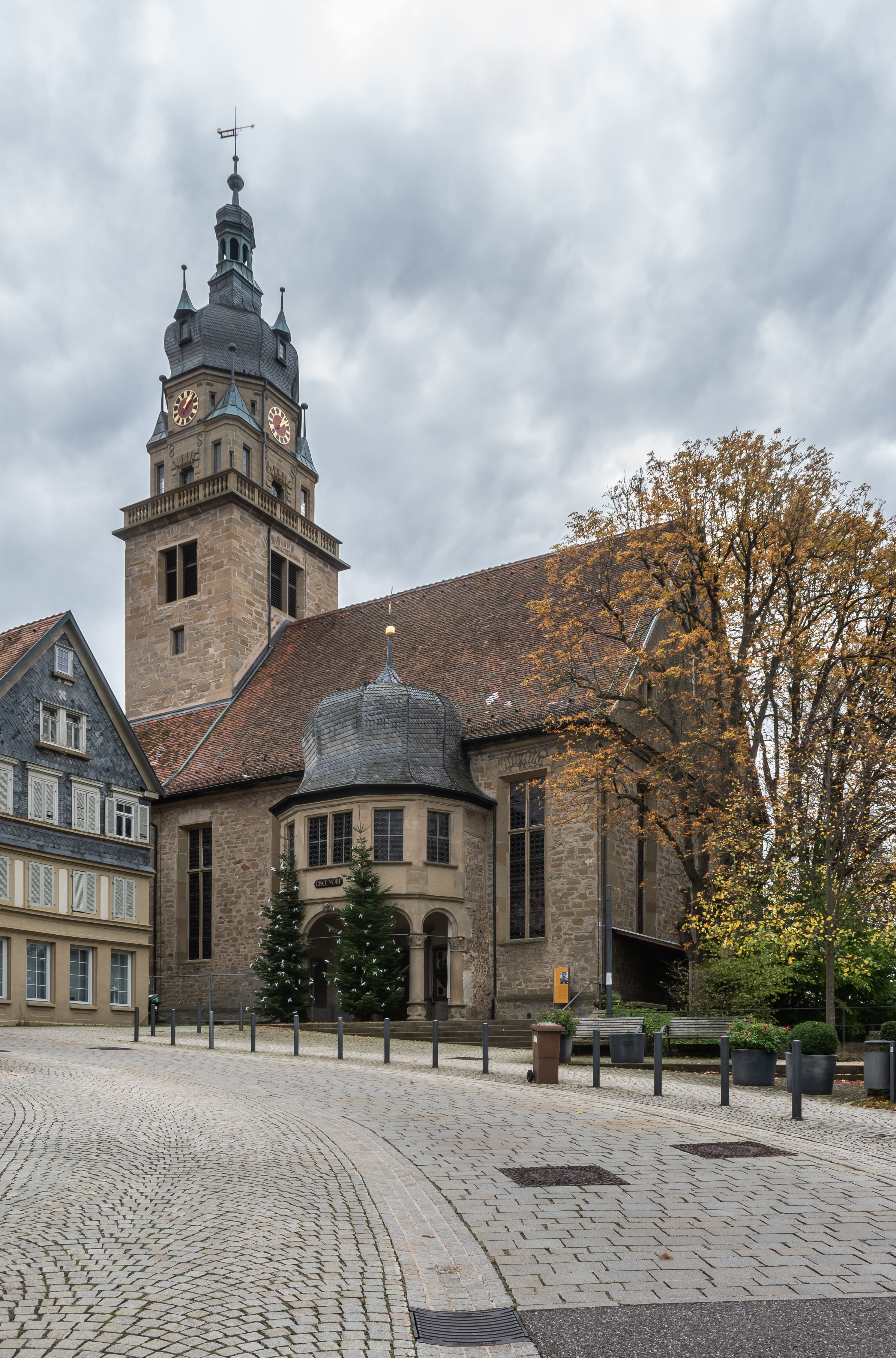
Stadtkirche Neuenstein

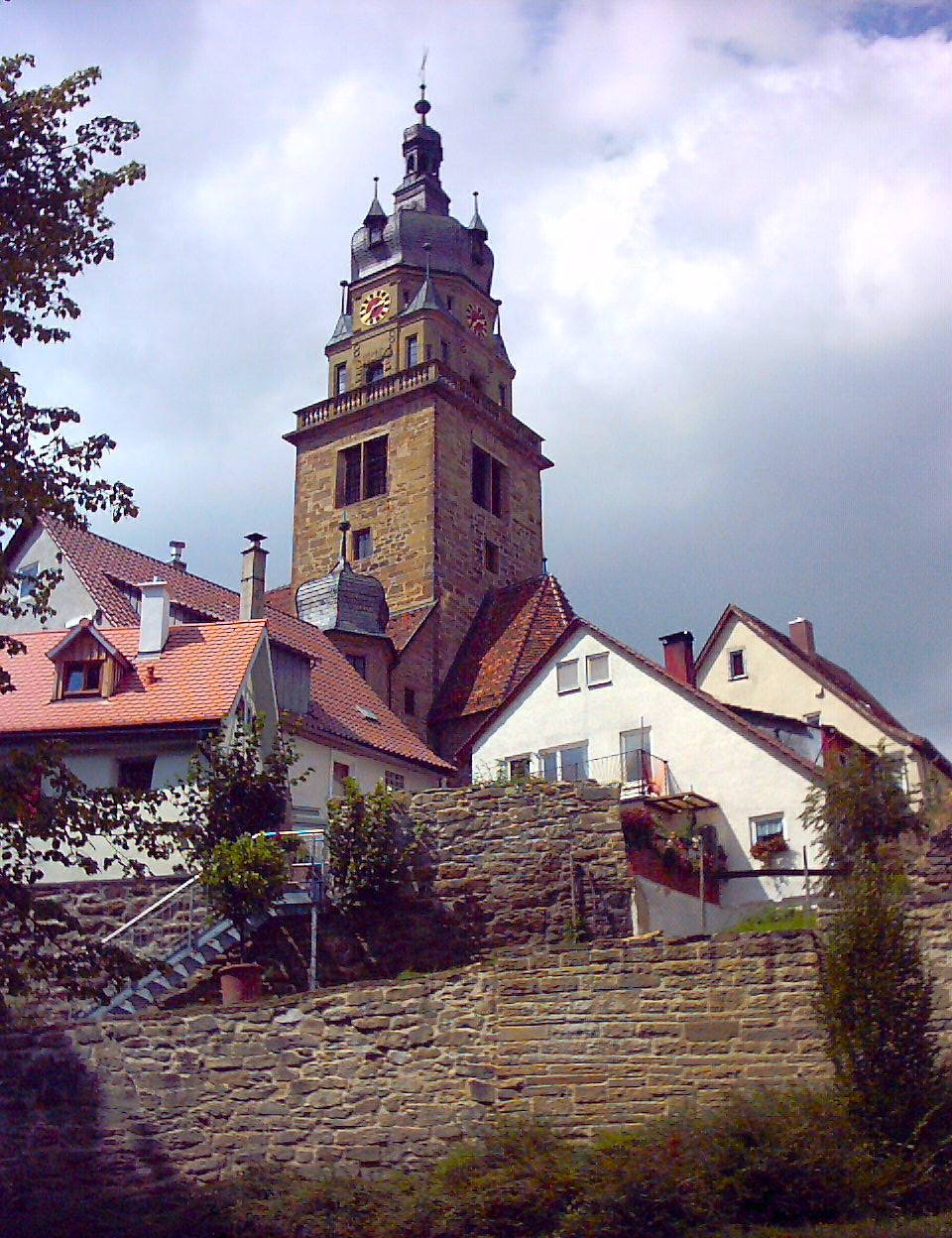
Turm Stadtkirche von Süden

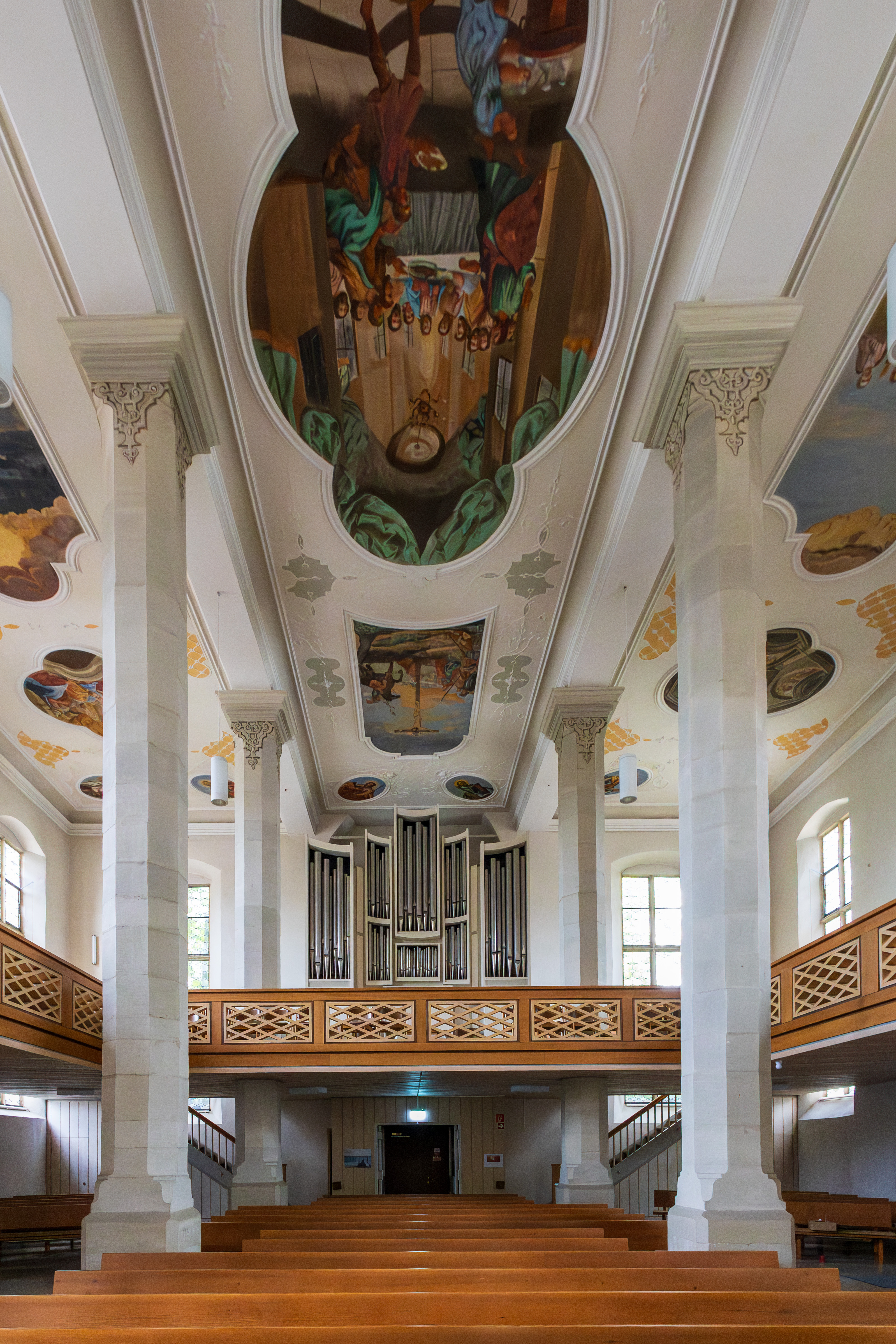
Innenansicht

Die evangelische Stadtkirche steht in Neuenstein, einer Stadt im Hohenlohekreis in Baden-Württemberg. Das Bauwerk ist beim Landesamt für Denkmalpflege Baden-Württemberg als Baudenkmal eingetragen. Die Kirchengemeinde gehört zum Kirchenbezirk Öhringen der Evangelischen Landeskirche in Württemberg.

## Beschreibung
Die dreischiffige Hallenkirche wurde 1609–11 nach einem Entwurf des Baumeisters Georg Kern gebaut. Die unteren Geschosse des Chorturms einer Kapelle mit Apsis aus den 15. Jahrhundert wurden in die Ostseite des Langhauses einbezogen. Er wurde für die Unterbringung der Turmuhr aufgestockt und mit einer Zwiebelhaube bedeckt, die von einer Laterne bekrönt ist. Sein Glockenstuhl beherbergt vier Kirchenglocken. An der Nordseite wurde 1699 ein Epitaph angebaut.
Der flachgedeckte Innenraum wird durch die achteckigen Pfeiler bestimmt. Zur Kirchenausstattung gehört eine Kanzel aus dem 18. Jahrhundert, die von einer Statue des Mose getragen wird. Im Chor wurde 1977 das Kenotaph für den letzten Grafen Hohenlohe-Neuenstein aufgestellt, dessen Tumba von vier Bronzelöwen flankiert wird.
Die Orgel wurde 1970 als Opus 898 von der Giengener Orgelmanufaktur Gebr. Link gebaut.